# Municipio de Teopisca
El municipio de Teopisca es uno de los 124 municipios del estado mexicano de Chiapas. Su cabecera es la localidad de Teopisca.

## Toponimia
Teopisca, en lengua náhuatl significa "Casa del señor rojo".

## Historia

### Fundación
Teopisca fue fundada en los picachos de Mispia y Chenecultie; anteriormente era llamada Ostuta, más tarde, sus habitantes tuvieron que abandonar este lugar a causa de una epidemia que diezmó a la población, emigrando al norte a poblar una nueva área, a la que le pusieron por nombre Teopisque.
Fue fundada por 15 familias descendientes de españoles emigraron debido a una plaga de hormigas gigantes, que destruian sus hogares y atacabn a sus hijos, de esto tiene aproximadamente 400 años.

### Principales Hechos Históricos
En 1778 se hace la primera división territorial interna de la provincia de Chiapas, quedando éste dentro de la Alcaldía Mayor de Ciudad Real.
En 1831 se menciona nuevamente a Teopisca al autorizar el cobro de peaje para quienes transitaran por su calzada, con el fin de poder arreglarla.
En 1883 se divide el estado en 12 Departamentos siendo éste parte del de San Cristóbal.
En 1983 para efectos del Sistema de Planeación, se ubica dentro de la Región II Altos.
En 1985 con motivo del 175 Aniversario de la Independencia y 75 de la Revolución Mexicana, durante el recorrido nacional, se reciben en la cabecera municipal los símbolos patrios.

## Geografía
El municipio se ubica en la región económica "II Altos", limita al norte con San Cristóbal de Las Casas, al este con Huixtán y Amatenango del Valle, al sur con Venustiano Carranza y al oeste con Totolapa. Las coordenadas de la cabecera municipal son: 16° 32' 22 de latitud norte y 92° 28' 25 de longitud oeste y se ubica a una altitud de 1,800 metros sobre el nivel del mar.

## Demografía
En el censo de 2020 el municipio de Teopisca contaba con 109 localidades.
| Código INEGI      | Localidad         | Población (2020) |
| ----------------- | ----------------- | ---------------- |
| 070940001         | Teopisca          | 20 044           |
| 070940062         | Betania           | 2 805            |
| 070940016         | Nuevo León        | 2 787            |
| Otras localidades | Otras localidades | 23 863           |
| Total municipal   | Total municipal   | 49 499           |